# Orthomorpha rugulosa
Orthomorpha rugulosa är en mångfotingart som beskrevs av Carl 1932. Orthomorpha rugulosa ingår i släktet Orthomorpha och familjen orangeridubbelfotingar. Inga underarter finns listade i Catalogue of Life.